# 火山の冬

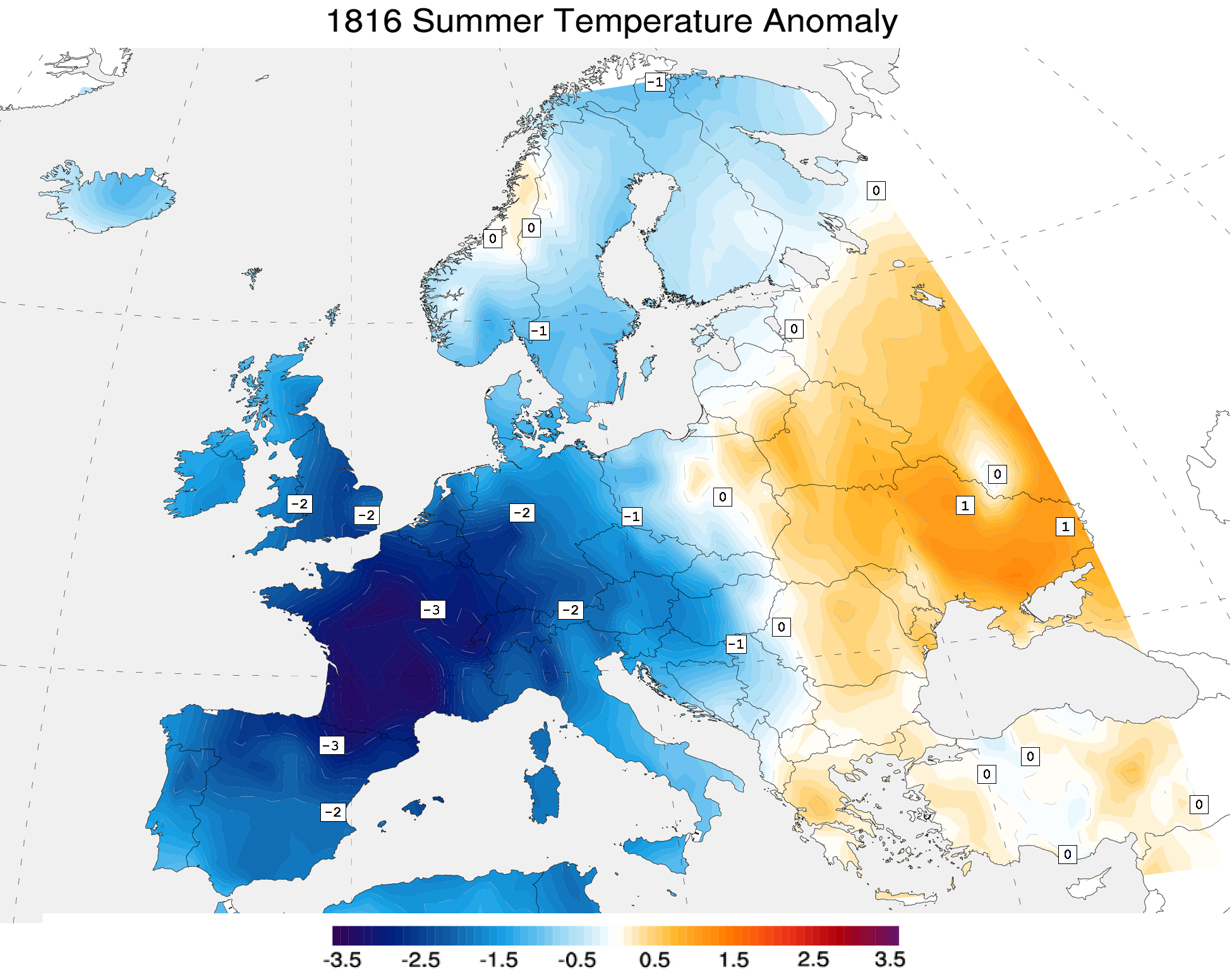
1815年のタンボラ山噴火により、翌1816年は記録的な冷夏となり「夏のない年」と呼ばれた。

火山の冬（かざんのふゆ、英: volcanic winter）とは、火山の爆発的な噴火によって、火山灰や霧状の硫酸が太陽光を遮り、地球のアルベドを上昇させることによって温度が低下する現象のことである。長期間に及ぶ冷却効果は主に、大気上層部に構成されるエアロゾル中の硫黄化合物の増加が原因である。

## 先史時代の事例
火山の冬と呼ばれるものの一つに、インドネシアのスマトラ島のトバ湖の大噴火によって引き起こった71,000〜73,000年前のものがある。その後6年間、ここ110,000年間で最も大量の火山性の硫黄が堆積し、東南アジアでの重大な森林減少や1°C単位での世界的な気温の低下が引き起こされたと言われる。この噴火は大陸上で進行していた氷河を加速することによって、氷河時代への急速な引戻しを起こし、地球上の動物や人類の個体数が大規模に減少したと仮説を立てる科学者がいる。その一方で、噴火による気候の影響はあまりに小さく短期的なもので、当時の人口にこれまでに挙がっているような影響は与えなかったと言う科学者もいる。
噴火と同時期に大多数の人類の分化が突然起こったという事実から推測するに、おそらくこれは、火山の冬に関連づけられるボトルネック効果の1つであろう。平均して、総噴出量が最低1015kg（トバの噴出量=6.9×1015kg）の大噴火が100万年毎に起こっている。
ロシアにはシベリア・トラップという巨大な洪水玄武岩の噴出跡があり、東京大学の磯崎行雄は、はるか太古の昔に起こったP-T境界の大絶滅について、スーパーホットプルームの噴出による巨大規模の火山活動による火山の冬が原因であり、シベリア・トラップはその痕跡であるとの説を唱えている。磯崎は、この火山の冬を「プルームの冬（plume winter）」と名付けている。

## 有史時代の事例

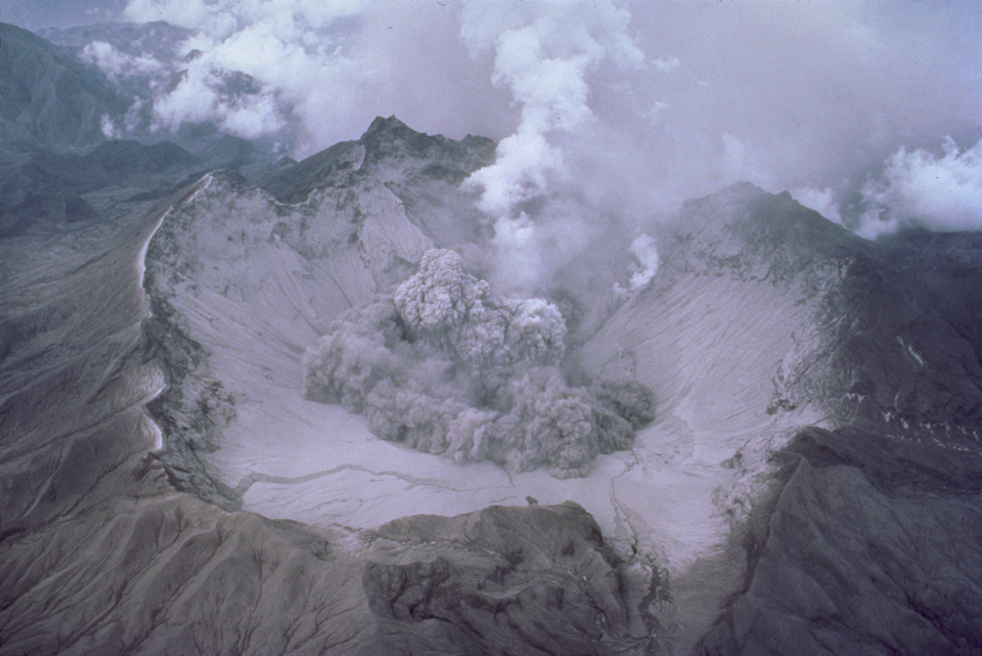
1991年 ピナトゥボ山初期の噴火

最近に起きた火山の冬の規模は比較的穏やかではあったが、重大な影響をもたらすこともあった。1783年のベンジャミン・フランクリンによって書かれた論文では、1783年の冷夏はアイスランドからの火山灰が原因であると指摘している。当時のアイスランドでは、ラキ火山が噴火して、大量の亜硫酸ガスを排出しており、結果としてアイスランドの家畜の大多数を死に至らしめ、人口の4分の1が飢えで死ぬほどの悲劇的な飢饉をもたらした。また、北半球の温度はこの噴火の影響で約1°C低下した。
535年から536年に至る異常気象現象は、535年に起こったインドネシアのクラカタウ火山噴火が関係していると考えられている。
1315年から1317年にかけたヨーロッパでの大飢饉（Great Famine of 1315–1317）はニュージーランドにあるタラウェラ山の5年ほど続いた火山活動（カハロア噴火）によって引き起こされたものであったと考えられている。
1452年または1453年に起こったバヌアツの海底火山クワエの地殻の激変するほどの噴火（VEI6）は世界的混乱を引き起こした。
1600年、ペルーのワイナプチナ火山が噴火（VEI6）した。年輪による研究によると1601年は寒冷だった。ロシアでは1601年から1603年にかけて最悪の飢饉が発生して「動乱時代」の混乱が深刻化し、スイス、ラトビア、エストニアでは異常な寒冬であった。1601年フランスではワインの収穫が遅れ、ペルーとドイツのワインの生産は壊滅的だった。中国では桃の木の開花が遅れ、日本では諏訪湖の氷結時期が早かった。
1783年のアイスランドのラキ火山の噴火（VEI6）はヨーロッパと北アメリカでの異常な気候状況を引き起こした。天明の大飢饉はこの爆発によって引き起こされたという説が有力である。またこの年には、ラキ火山と同じアイルランドのグリムスヴォトン、日本の浅間山（天明大噴火）や岩木山も噴火しており、火山活動が活発であった。更にフランス革命の遠因ではないかとも言われている。
1815年にインドネシアの成層火山であるタンボラ山が大噴火（VEI7）し、その影響でニューヨーク州では真夏に霜が発生、ニューイングランドとニューファンドランド・ラブラドール州では6月に雪が降った。今ではこれらは1816年の「夏のない年」として知られている。
1883年、クラカタウの大噴火（VEI6）によって火山の冬に匹敵するような状況を生み出した。噴火の後の4年間は異常に気温が低く、1888年の冬に世界各地で記録的降雪があった。
直近のものでは、1991年、フィリピンの成層火山であるピナトゥボ山が噴火（VEI6）し、2年から3年の間世界的に温度を引き下げた。

## 生物への影響

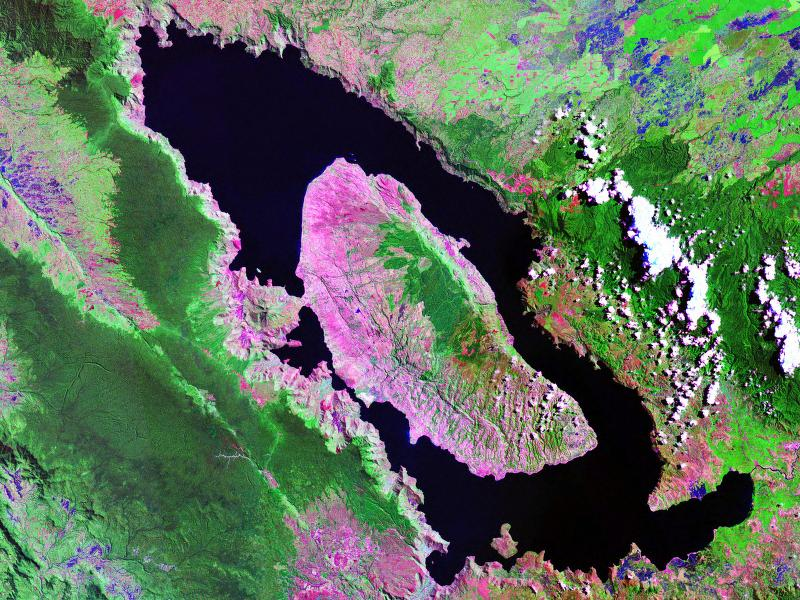
トバ湖の巨大なカルデラ

ボトルネック現象（すなわち、生物種の個体数の急激な減少が、その後に生き残った生物の間での大きな遺伝的な分岐（分化・進化）が起きる時期をもたらすこと）の原因として、火山の冬が影響していると指摘する研究者もいる。地質学および系譜学の記録によれば、現在はトバ湖カルデラとなっているトバ火山で大規模な噴火が起きたことが示されている。人類学者のStanley Ambroseは、「このような現象は、『迅速な個体群の進化（その進化は個体群が小さいほど速く起きる）が起きるくらい少ない個体数』まで、個体数を減少させる」と述べている。トバ火山のボトルネック現象では、多くの種が遺伝子プールの収縮によって大きな影響を受け、人類もほとんど絶滅の瀬戸際まで追い込まれたと考えられている（トバ・カタストロフ理論）。